# ذعر عام 1873

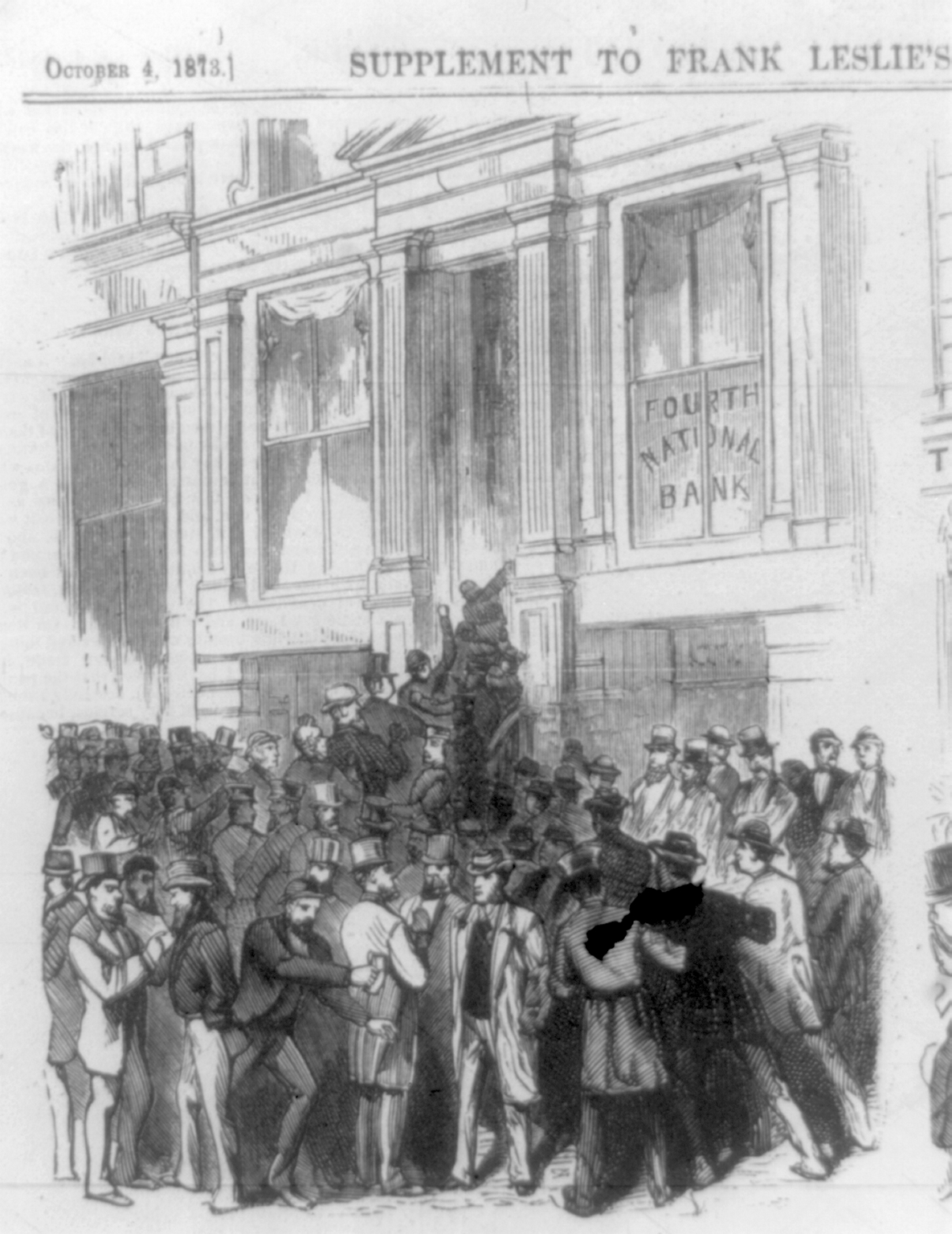

كانت نوبة ذعر عام 1873 أزمة مالية سبقت الانهيار الاقتصادي في أوروبا وشملت كل أمريكا واستمرت من عام 1873 حتى عام 1877، وحتى مدة ليست بقليلة في فرنسا وبريطانيا. ففي بريطانيا، على سبيل المثال، استمرت عقدين عِجاف من الركود وسُميت بفترة الكساد الطويل والتي أضعفت الاقتصاد في البلاد آنذاك، وفي الولايات المتحدة عُرفت نوبة الذعر الاقتصادية آنذاك بفترة الكساد العظيم وحتى أمد ليس ببعيد من أحداث مطلع ثلاثينات القرن العشرين والتي وضعت مفاهيم وأطرًا جديدة.
كان لنوبة الذعر أو صدمة عام 1873 والكساد الذي تبعها أسبابها، وهو ما أخذه المؤرخون بعين الاعتبار وتناقشوا حول أهميته النسبية: التضخم المالي في أمريكا، تفشي المضاربة في الأسهم الاستثمارية (وبشكل أكبر في طرق السكة الحديدية)، إلغاء العملة الفضية في ألمانيا وأمريكا، التقلب الحاصل نتيجة الاضطراب الاقتصادي في أوروبا نتيجة الحرب الفرنسية البروسية ما بين عام 1870 حتى عام 1871، والخسائر الكبرى نتيجة الحرائق في الممتلكات العامة في شيكاغو 1871 وبوسطن 1872، وعدد من العوامل التي أثرت بشكل سلبي على الاحتياطي في البنوك التي انهارت في مدينة نيويورك في سبتمبر وأكتوبر عام 1873 والذي تراجع من خمسين مليونًا إلى سبعة عشر مليونًا.
كان من أبرز علامات الانهيار الاقتصادي الذي تبعه، انهيار اقتصادي في فيينا عاصمة الإمبراطورية النمساوية المجرية والذي أثّر وانتشر إلى باقي أنحاء أوروبا وأمريكا الشمالية عام 1873.

## الولايات المتحدة

### العوامل
تبع الحرب الأهلية الأمريكية التي حدثت ما بين عامي 1861 و1865 ازدهارٌ في بناء خطوط السكك الحديدية. فقد أُنشئت نحو ثلاثة وثلاثون ألف ميل أي تقريبا ثلاثة وخمسون ألف كيلومتر من المسارات الجديدة خلال البلاد ما بين عامي 1868 و1873. ومُوّلت الكثير من الاستثمارات الجنونية في خطوط السكك الحديدية من طريق تحويل الأراضي الحكومية إلى طرق سكك حديدية.
في الوقت الذي كانت فيه عمالة السكك الحديدية تُشكّل النسبة الأكبر من أولئك الذين يعملون في الزراعة وتدرّ المال الكثير، فقد كانت خطرة في الوقت ذاته. فنسبة كبيرة من سيولة الأوراق النقدية نتيجة المضاربة في الأسهم النقدية قد سببت نموًا غير طبيعي في الصناعة كمثال على ذلك، ازدياد  بناء الموانئ والمصانع والمرافق التابعة لها. في ذات الوقت، وُضع الكثير من رؤوس الأموال ضمن مشاريع من غير مردود مادي أو عوائد مبكرة.

### سك العملة في عام 1873
في الفترة التي تلت الحرب الأهلية الأمريكية جاء النمو الهائل في الاقتصاد نتيجة ازدهار خطوط السكك الحديدية في الشمال. ثم بعد ذلك تلتها سلسلة من الانتكاسات التي ضربت الاقتصاد الأمريكي ومن هذه الأحداث: حادثة ذعر الجمعة السوداء عام 1869، الحريق في شيكاغو عام 1871، تفشي وباء إنفلونزا الخيول عام 1872 وإلغاء العملة الفضية في عام 1873.
سبّب قرار الإمبراطورية الألمانية بإيقاف التعامل بالعملة الفضية الجرمانية وطبعها -والتي كانت تسمى (التالر)- في عام 1871 انخفاضًا في الطلب وتبعها انحدار في قيمة الفضة، في المقابل، أثرت على الولايات المتحدة نتيجة ازدياد نسبة استخراج الفضة. نتيجة لذلك، مرر الكونغرس في الولايات المتحدة قانون سك العملة عام 1873 الذي غير سياسة البلد تجاه التعامل بالفضة.
قبل تطبيق القانون، كانت الولايات المتحدة قد ربطت قيمة أموالِها بكل من الذهب والفضة وسكت بهما النقود: هذا العمل نقل الولايات المتحدة إلى أمر واقع وهو اعتماد معايير الذهب بالمعاملات وهذا يعني أنه لا يمكن بعد ذلك شراء الفضة بأي سعر قانوني أو تحويل الفضة من قِبل العامة إلى عملة نقدية فضية (ويعني أنه لا يزال بالإمكان طبع الدولار الفضي لتحويله إلى دولار لأغراض التجارة).
أعطى هذا رد فعل فوري تمثل بانخفاض في قيمة الفضة وإلحاق الضرر بمصالح مصانع التعدين الغربية، الذين نعتوا هذا التحرك بجريمة عام 1873. كانت تأثيراته متوازنة إلى حد ما من طريق إدخال الدولار الفضي التجاري قيد الاستخدام في آسيا ومن طريق اكتشاف ترسبات جديدة للفضة في فيرجينيا سيتي ونيفادا نتجت من طريقها استثمارات في أنشطة التعدين، لكن قانون سك العملة الجديد أيضًا قد قلل من تدفق الأموال المحلية وبذلك ارتفع معدل سعر الفوائد وتأثر الفلاحون. وكل شخص بغض النظر عن عمله، كان عليه دين كبير ومتراكم. كانت النتيجة احتجاجًا وتعالت الأصوات بتساؤلات جدية عن الوقت الذي ستدوم فيه هذه السياسات. نتج عن هذا الإحساس والإدراك بعدم الاستقرار في سياسة المال في الولايات المتحدة أن المستثمرين كانوا حذرين من الالتزامات طويلة الأمد خصوصًا السندات طويلة الأمد. ترافقت المشكلة مع ازدهار خطوط السكك الحديدية والتي كانت في مراحلها الأخيرة آنذاك.
في سبتمبر عام 1873، دخل الاقتصاد الأمريكي مرحلة الأزمة.

#### جاي كوكي وإخفاقات الشركة
في سبتمبر من عام 1873، وجدت شركة جاي كوكي -الشريك الرئيسي في المؤسسة المصرفية الأمريكية- وجدت نفسها غير قادرة على تسويق بعض ملايين الدولارات في أسهم خط سكة حديد الهادئ الشمالية. كانت شركة كوكي -كغيرها من الكثيرين- قد استثمرت الكثير في خطوط سكك الحديد حينما كانت بنوك الاستثمار متلهفة للكثير من المال لمشاريعها.
وضع الرئيس يوليسيس جرانت سياسة النقد المالي في التعاقد على توفير المال؛ فازداد مجددًا معدل الفائدة وأصبحت الأمور أسوأ بالنسبة لأولئك المقترضين. على خلاف ذلك، كانت الأعمال في توسع والمال المراد للتمويل والذي نما في شحّ.
خطط كوكي وآخرون من المتعهدين لبناء سكة حديدية ثانية عابرة للقارات أطلقوا عليها اسم (خط سكة حديد الهادئ الشمالية).وفرت شركة كوكي التمويل وكذلك الأرض لأجل الخط المُحطم بالقرب من دولوث -منيسوتا في الخامس عشر من سبتمبر عام 1873. لكن في الوقت الذي كانت على وشك أن تقترض فيه ثلاثمئة مليون كقرض حكومي في سبتمبر عام 1873، أكدت التقارير المتداولة أن قيمة أسهم الشركة كانت تقريبًا بلا قيمة. في الثامن عشر من سبتمبر، أعلنت الشركة إفلاسها.

### التأثيرات
تبع الإخفاق الذي حصل في شركة جاي كوكي المصرفية مباشرة إفلاس شركة هنري كلوس وسلسلة من ردود الأفعال التي أدت إلى إفلاس بنوك وإغلاق بعضها مؤقتًا في بورصة نيويورك. بدأت المصانع بإعفاء بعض العاملين إشارة إلى أن الولايات المتحدة قد دخلت مرحلة الكساد. لوحظت التأثيرات التي حدثت نتيجة نوبة الذعر بسرعة كبيرة في نيويورك وبصورة أبطأ في شيكاغو وفيرجينيا سيتي ونيفادا (التي بقي التنقيب عن الفضة فيها نشطًا) وفي سان فرانسيسكو.
أغلِقت بورصة نيويورك لعشرة أيام بدأت من العشرين من سبتمبر. وفي نوفمبر عام 1873، فشلت بعض طرق سكة الحديد الوطنية (خمسة وخمسون) وأعلنت الستون الأخرى إفلاسها في أول ذكرى لبدء الأزمة. تراجعت الإنشاءات في خطوط السكك الجديدة -والتي تُعد رسميًا إحدى المقومات التي تشكّل العصب الاقتصادي- من 7500 ميل من الخطوط في عام 1872 إلى نحو 1600 ميل في عام 1875. وفشل نحو 18000 مشروع تجاري بين عامي 1873 و1875. ارتفع عدد العاطلين عن العمل في عام 1878 إلى 8.25%. وتوقف تشييد المباني وانخفضت الرواتب وانخفضت كذلك القيمة الحقيقية للملكية وتلاشت أرباح الشراكات.

### إضراب عمال السكك الحديدية
في عام 1877، جعلت التخفيضات الحاصلة في الرواتب عمال السكك الحديدية يبدؤون بإضراب السكة الحديدية الكبير. في البداية، اندلعت الاحتجاجات في مرتينسبورغ، فرجينيا الغربية بعدما قامت سكة حديد بلتيمور وأوهايو باستقطاع الحاصل في رواتب الموظفين للمرة الثالثة على التوالي خلال سنة واحدة. في فيرجينيا الغربية، أرسل المحافظ هنري ماثيوس الميليشيا بقيادة الكولونيل جارلز فولكنير لإعادة حفظ النظام لكن تكللت مساعيها بالفشل؛ وذلك نتيجة تعاطف الميليشيا مع العاملين، كما أرسل المحافظ في طلب الرئيس رذرفورد هايز للمساعدة الفيدرالية وبالفعل أرسل هايس قوات فيدرالية. أعادت الأخيرة الأمن والسلام إلى مارتنسبيرغ، لكنها أثبتت العكس مع العديد من الصحف التي انتقدت المحافظ نتيجة لوصفه الاحتجاجات بالمؤامرة والتمرد، لا لأنها كانت نتيجة البؤس.
سجلت إحدى الصفحات وِجهة نظر لافتة للانتباه لأحد المحتجين العاملين على أنه مستعد للموت برصاصة على أن يموت متضورًا من الجوع، خلال أسبوع، شهدت البلاد نفس الاحتجاجات في ماريلند ونيويورك وبنسلفانيا وإلينوي وميزوري.
في يوليو تموز عام 1877، أدى توقف سوق الخشب المقطوع إلى احتجاج بعض شركات الأخشاب في ميشيغان لتعلن إفلاسها. خلال سنة، وصلت التأثيرات إلى طول الطريق كاليفورنيا.
انتهى الكساد في ربيع عام 1879، لكن بقي التوتر بين العمال ورؤساء البنوك وأسهم المصانع كما هو.
سبّب ضعف الظروف الاقتصادية انقلاب الناخبين على الحزب الجمهوري. في انتخابات الكونغرس عام 1874، بسط الديمقراطيون أيديهم على المجلس. جعل الرأي العام الأمريكي آنذاك من الصعوبة منح الإدارة الثقة لتطوير سياسة متماسكة فيما يخص الولايات الجنوبية. بدأ الشمال بلفت الأنظار بعيدًا عن إعادة الإعمار. في فترة الكساد، كان هناك برنامج طموح توسعي لبناء خطوط سكك الحديد يمر خلال الجنوب ويجعل الكثير من الولايات غارقة في الديون ومثقلة بالضرائب. كان تخفيض النفقات الاستجابة المنتشرة في الولايات الجنوبية المغرقة بالديون. وواحدة تلو الأخرى، تبعت الولايات الجنوبية الديمقراطيين، وخسر الجمهوريون قوتهم.
تزامنت نهاية الأزمة مع بداية الهجرة الكثيفة إلى الولايات المتحدة والتي استمرت حتى بدايات عشرينات القرن العشرين.